# 4160 Sabrina-John
4160 Sabrina-John је астероид главног астероидног појаса чија средња удаљеност од Сунца износи 2,453 астрономских јединица (АЈ).
Апсолутна магнитуда астероида је 13,0.